# Ronde van de Drie Valleien 1941
De 23e editie van de wielerwedstrijd Ronde van de Drie Valleien werd gehouden op 31 augustus 1941, over een afstand van 243 kilometer van Varese naar Varese. De titelverdediger was de Italiaan Cino Cinelli. Dit jaar won de Italiaan Fausto Coppi door solo over de meet te komen.

## Rituitslag
| Einduitslag |                   |           |          |
| Plaats      | Naam              | Ploeg     | Tijd     |
| 1           | Fausto Coppi      | Legnan    | 6u44'19" |
| 2           | Olimpio Bizzi     | Bianchi   | + 3'07"  |
| 3           | Gino Bartali      | Legnano   | z.t.     |
| 4           | Severino Canavesi | Gloria    | z.t.     |
| 5           | Mario Vicini      | Bianchi   | z.t.     |
| 6           | Osvaldo Bailo     | Viscontea | z.t.     |
| 7           | Glauco Servadei   | Bianchi   | + 4'58"  |
| 8           | Enrico Mollo      | Olympia   | z.t.     |
| 9           | Aimone Landi      | Viscontea | z.t.     |
| 10          | Primo Volpi       | Legnano   | z.t.     |

1919 · 1920 · 1921 · 1922 · 1923 · 1924 · 1925 · 1926 · 1927 · 1928 · 1929 · 1930 · 1931 · 1932 · 1933 · 1934 · 1935 · 1936 · 1937 · 1938 · 1939 · 1940 · 1941 · 1942 · 1943 · 1944 · 1945 · 1946 · 1947 · 1948 · 1949 · 1950 · 1951 · 1952 · 1953 · 1954 · 1955 · 1956 · 1957 · 1958 · 1959 · 1960 · 1961 · 1962 · 1963  · 1964 · 1965 · 1966 · 1967 · 1968 · 1969 · 1970 · 1971 · 1972 · 1973 · 1974 · 1975 · 1976 · 1977 · 1978 · 1979 · 1980 · 1981 · 1982 · 1983 · 1984 · 1985 · 1986 · 1987 · 1988 · 1989 · 1990 · 1991 · 1992 · 1993 · 1994 · 1995 · 1996 · 1997 · 1998 · 1999 · 2000 · 2001 · 2002 · 2003 · 2004 · 2005 · 2006 · 2007 · 2008 · 2009 · 2010 · 2011 · 2012 · 2013 · 2014 · 2015 · 2016 · 2017 · 2018 · 2019 · 2020 · 2021 · 2022 · 2023 · 2024